# مایکل یانگ (بازیکن بیسبال)
مایکل برایان یانگ (متولد ۱۹ اکتبر ۱۹۷۶) یک بازیکن حرفه‌ای بیسبال لیگ آمریکا بود؛ که ۱۴ فصل در لیگ اصلی بیس بال برای تیم‌های رنجرز تگزاس، فیلادلفیا فیلیز و لس آنجلس داجرز بازی کرد.